# Konradhaus Koblenz
Koordinaten: 50° 21′ 30″ N, 7° 36′ 39″ O

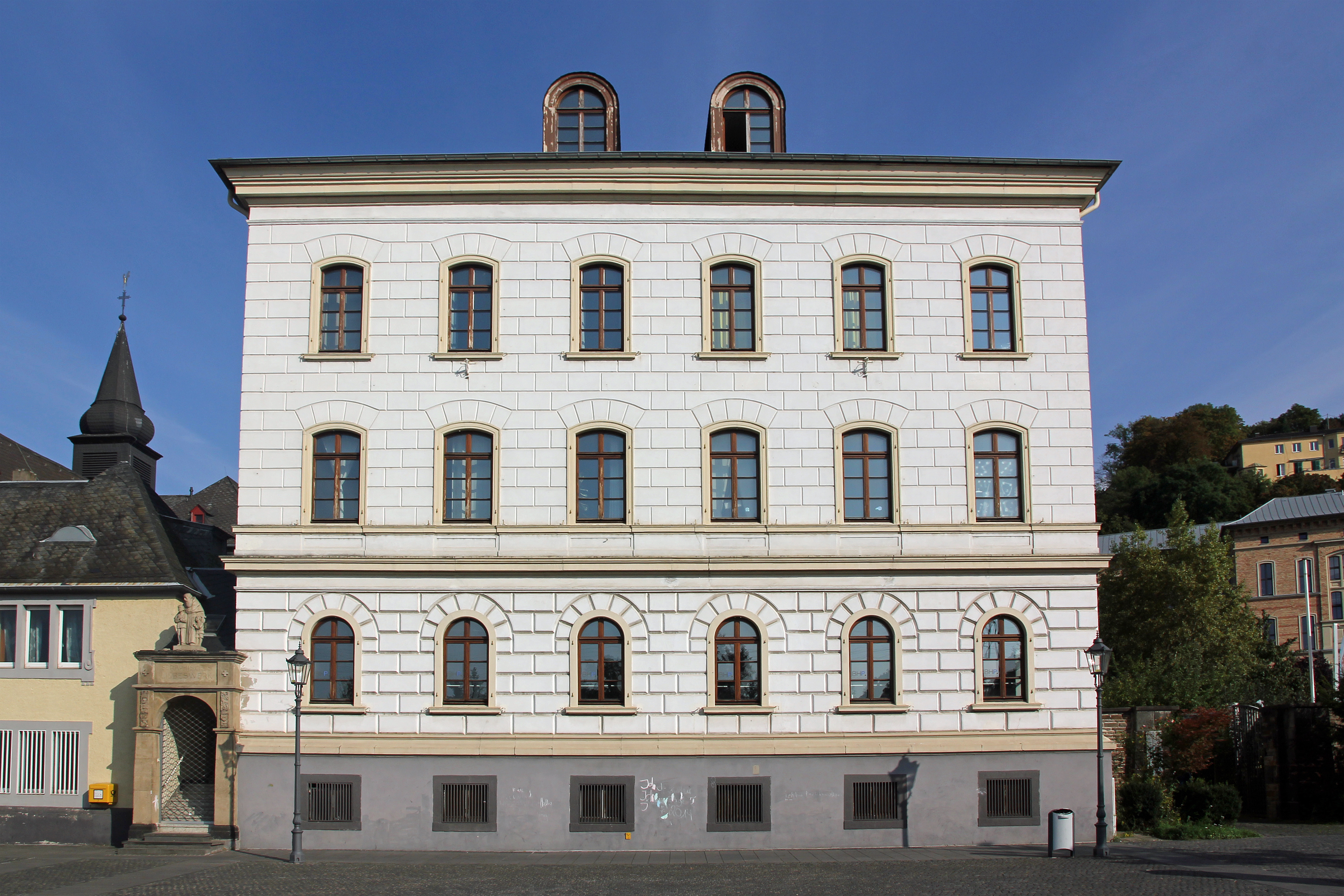
Konradhaus in Koblenz-Ehrenbreitstein

Das Konradhaus ist ein Kulturdenkmal in Koblenz-Ehrenbreitstein, welches 1874 als Casino und Offizierswohnheim erbaut wurde. Danach wurde es vom Kapuzinerkloster Koblenz und als Theater genutzt.

## Geschichte
Das Konradhaus wurde 1874 als Casino und Offizierswohnheim für die Offiziere des Traindepots erbaut. Seinen Namen erhielt das Gebäude nach Konrad von Parzham von den Kapuzinern des benachbarten Kapuzinerklosters, die es 1930 kauften und hier ein Lehrlingsheim für ihre Jugendhilfeeinrichtung Seraphisches Liebeswerk einrichteten. Das Kinderhilfswerk wurde 1889 in Ehrenbreitstein von den Kapuzinern gegründet und betrieb das 1909 in Arenberg errichtete Kinderheim. Dazu wurde zwischen Konradhaus und Kapuzinerkloster ein Verbindungstrakt errichtet, über dessen Portal bis heute eine Figur von Konrad von Parzham steht. Das Jugendheim wurde 1991 geschlossen und 1995–1996 saniert. Danach zog das Theater 1996 in einen Seitentrakt des Hauptgebäudes ein.

## Theater
Gegründet wurde das Theater Konradhaus 1996 von Ingrid Sehorsch, die seitdem die Leitung des Hauses innehatte, sowie Michael John Hamlett. Es verstand sich als professionelles Dreispartenhaus im Kleinen. Der Zuschauerraum bot Platz für bis zu 99 Zuschauer. Bis September 2006 wurden 84 Neuinszenierungen sowie 15 Uraufführungen gezeigt. Neben eigenen Produktionen kamen gelegentlich auch Gastspiele zur Aufführung, auch weitere Veranstaltungen fanden statt, zum Beispiel „Philosophie trifft Literatur“ oder „Die Koblenzer Late-Night-Show mit Titti und Gerd“. 2014 wurde der Theaterbetrieb eingestellt. Als Aufführungsstätte ohne eigenen Spielbetrieb kann der Theatersaal weiterhin angemietet werden. In  Räumen des Konradhauses befinden sich zudem eine Ballettschule und ein Pilates-Studio.

## Bau
Das Konradhaus ist ein klassizistischer kubischer Bau zu 6:3 Achsen. Das dreigeschossige Gebäude steht auf einem Sockel, wobei das Erdgeschoss durch die Rustizierung, die Rundbogenfenster und das abschließende Gesims ebenfalls als Sockel wirkt (der eigentliche, heute glatt verputzte Sockel, war ursprünglich ebenfalls rustiziert). Darüber die beiden Obergeschosse, die ehemals als Offizierswohnungen genutzt wurden, mit Ritzquaderung. Das Walmdach besitzt einige neue Gauben. Das Konradhaus prägt mit dem benachbarten Kapuzinerkloster das Bild des Kapuzinerplatzes.

## Denkmalschutz
Das Konradhaus ist ein geschütztes Kulturdenkmal nach dem Denkmalschutzgesetz (DSchG) und in der Denkmalliste des Landes Rheinland-Pfalz eingetragen. Es liegt in Koblenz-Ehrenbreitstein am Kapuzinerplatz 135. Seit 2002 ist das Konradhaus Teil des UNESCO-Welterbes Oberes Mittelrheintal.